# Rue Pierre-Nicole
La rue Pierre-Nicole est une voie située dans le quartier du Val-de-Grâce du 5e arrondissement de Paris.

## Situation et accès
La rue Pierre-Nicole est desservie à proximité par le RER B à la gare de Port-Royal.

## Origine du nom
Elle porte le nom du théologien de l'abbaye de Port-Royal Pierre Nicole (1625-1695).

## Historique
Une première partie de la rue, entre la rue du Val-de-Grâce et le boulevard de Port-Royal, est ouverte à partir 1864 sous le nom de « rue Nicole » :
Décret du 10 août 1868
« Napoléon, etc., 

Sur le rapport de notre ministre secrétaire d’État au département de l'Intérieur,
Vu l'ordonnance du 10 juillet 1816 ;
vu les propositions de M. le préfet de la Seine ;
Avons décrété et décrétons ce qui suit :
Article 2. — La voie en cours d'exécution entre la rue Saint-Jacques et le boulevard de Port-Royal prendra le nom de rue Nicole,
etc.
Article 17. — Notre ministre secrétaire d'État au département de l'Intérieur est chargé de l'exécution du présent décret.
Fait au palais de Fontainebleau, le 10 août 1868. »
Cette partie prend le nom de « rue Pierre-Nicole » par un arrêté du 5 avril 1904.
Elle est prolongée en 1908, entre la rue des Feuillantines et la rue du Val-de-Grâce, à l'emplacement des bâtiments du couvent des Carmélites du faubourg Saint-Jacques démolis en 1900, sous le nom de « rue Pierre-Nicole prolongée » avant de prendre la dénomination  « rue Pierre-Nicole » par un arrêté du 5 avril 1904.

## Bâtiments remarquables et lieux de mémoire
- La rue longe l'arrière du lycée Lavoisier.
- No 7 (en retour sur le no 27, rue des Feuillantines) : immeuble d'habitation collectif (1905) en pierre de taille, de style Beaux-Arts, signé et daté sur la façade : « Gorges [sic] Courtois, architecte, 1905 ». D'anciens habitants furent, entre autres :
— vers 1905, Marguerite Moreno (1871-1948), comédienne française[3] ;
— vers 1915/1918, Rose-Marie Ormond (1893-1918[4]), nièce, muse et modèle de l'artiste peintre John Singer Sargent[5] (1856-1925), veuve de Robert André-Michel[6], qui périt le 29 mars 1918, à l’âge de 24 ans, pendant les vêpres du Vendredi saint, sous les décombres des voûtes de l'église Saint-Gervais-Saint-Protais qui venaient de s'écrouler sous l'effet d'un obus ennemi[7] ;
 — avant? 1915-1926, Henri-Louis Cordier (1853-1926), sculpteur français décédé à cette adresse en son domicile[8]. Il y demeura déjà en 1915 lorsque sa sculpture en marbre intitulée Nymphéa fut exposée à San Francisco à la Panama Pacific International Exposition[9] ;
 — en 1924, Camille Cautru (1879-1969), avocat et homme politique, alors député du département Calvados et maire de Lassy[10].
- No 9 : résidence d'étudiants (1962) « Maison des mines et des ponts et chaussées » dont l'immeuble principal (1932) est situé à l'arrière de celui-ci, au 270, rue Saint-Jacques (voir à cette adresse).
- No 11 bis : immeuble d'habitation contemporain signé et daté sur la façade ed architectes[11], 1979, de style postmoderne, comprenant cinq étages et autant de logements dont deux réalisés en duplex. La façade, habillée de carreaux de céramique blanches et munie de menuiseries extérieures rouges, présente au rez-de-chaussée un traitement original en fausses ruines et une fresque. Ces deux œuvres ont été commandées par le cabinet d'architectes à la plasticienne Ngoc Duong[12].
- Nos 14 bis : sous le parking souterrain de cet immeuble construit dans les années 1960 à l'emplacement de l'ancien enclos du couvent des Carmélites du faubourg Saint-Jacques subsistent des vestiges fortement remaniés de la crypte Notre-Dame-des-Champs[13]. Dans l'imaginaire populaire et selon la tradition orale, cette crypte aurait été le lieu des premières conversions faites par saint Denis[14]. C'est de là que partaient dès le IVe siècle les processions en hommage à saint Denis[15]. À la suite de la démolition des bâtiments en surface à la Révolution, la crypte subsiste mais est finalement vendue à un promoteur, qui construit un immeuble dessus. Depuis, la crypte est très rarement accessible[16]. En 2018, la Ville de Paris négocie pour acquérir le lieu auprès de deux copropriétés[14]. Une association loi de 1901 s'est constituée pour tenter de sauvegarder et mettre en valeur cette crypte[17].
- No 15 : Édith Thomas (1909-1970), écrivain et journaliste y accueillit de février 1943 à la Libération de Paris les intellectuels résistants membres du Comité national des écrivains[18].
- No 24 : Église luthérienne Saint-Marcel, fondée en 1908, membre de l'Église protestante unie de France, construite par les architectes Jean Naville et Henri Chauquet, signée en façade.
- No 28 : collège Sévigné, fondé le 3 novembre 1880 par Mlle Marchef-Girard et dirigé, un temps, par Mathilde Salomon.
- Nos 35-37 : immeuble d'habitation contemporain (1958[19]). Des fouilles archéologiques qui ont précédé sa construction ont révélé l'existence d'un cimetière gallo-romain à cet emplacement[20].
— Jean Guéhenno (1890-1978), écrivain, critique littéraire et membre de l'Académie française, passa ici les vingt dernières années de sa vie[21] ;
— Laurent Schwartz (1915-2002), mathématicien et lauréat de la médaille Fields, y vécut de 1958 à 2002[18] ;
— Raymonde Temkine (1911-2010[22]), critique dramatique, vécut également à cette adresse (No 37) dès 1963[23]et y était encore domiciliée en 2005[24]. Elle est décédée le 15 février 2010 âgée de 99 ans[25].
- No 41 : ancien siège des éditions Maurice Glomeau.
- No 43 : immeuble administratif et socio-culturel contemporain (1972-1978, Jean Willerval architecte) faisant angle avec la rue Fustel-de-Coulanges et le 88 ter, boulevard de Port-Royal (voir à cette adresse). Cet immeuble est construit à l’emplacement d’un marché situé entre l’impasse Pierre-Nicole (aujourd’hui rue Fustel-de-Coulange) et le boulevard de Port-Royal.

## Galerie

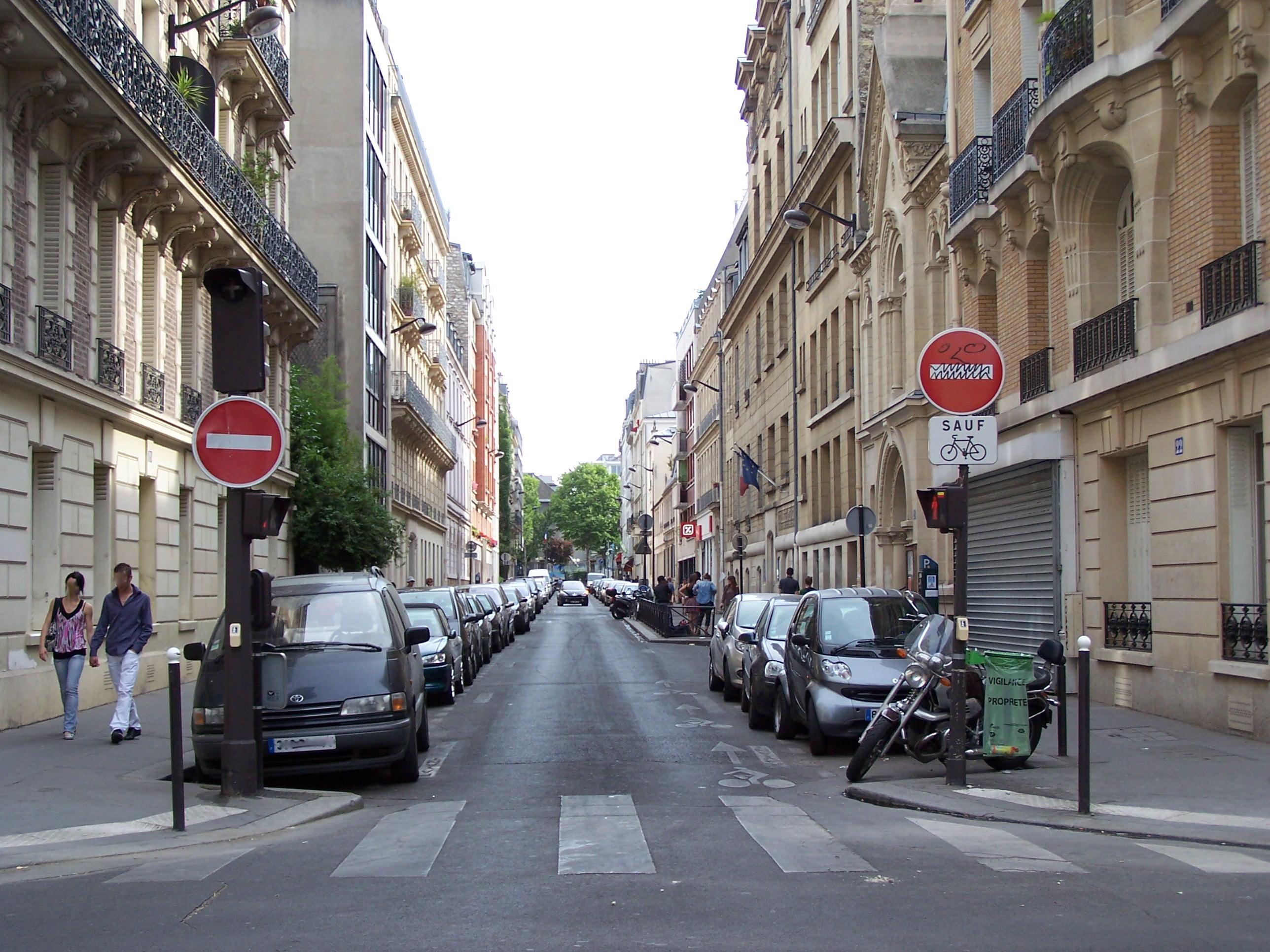
Vue de la rue depuis la rue du Val-de-Grâce.
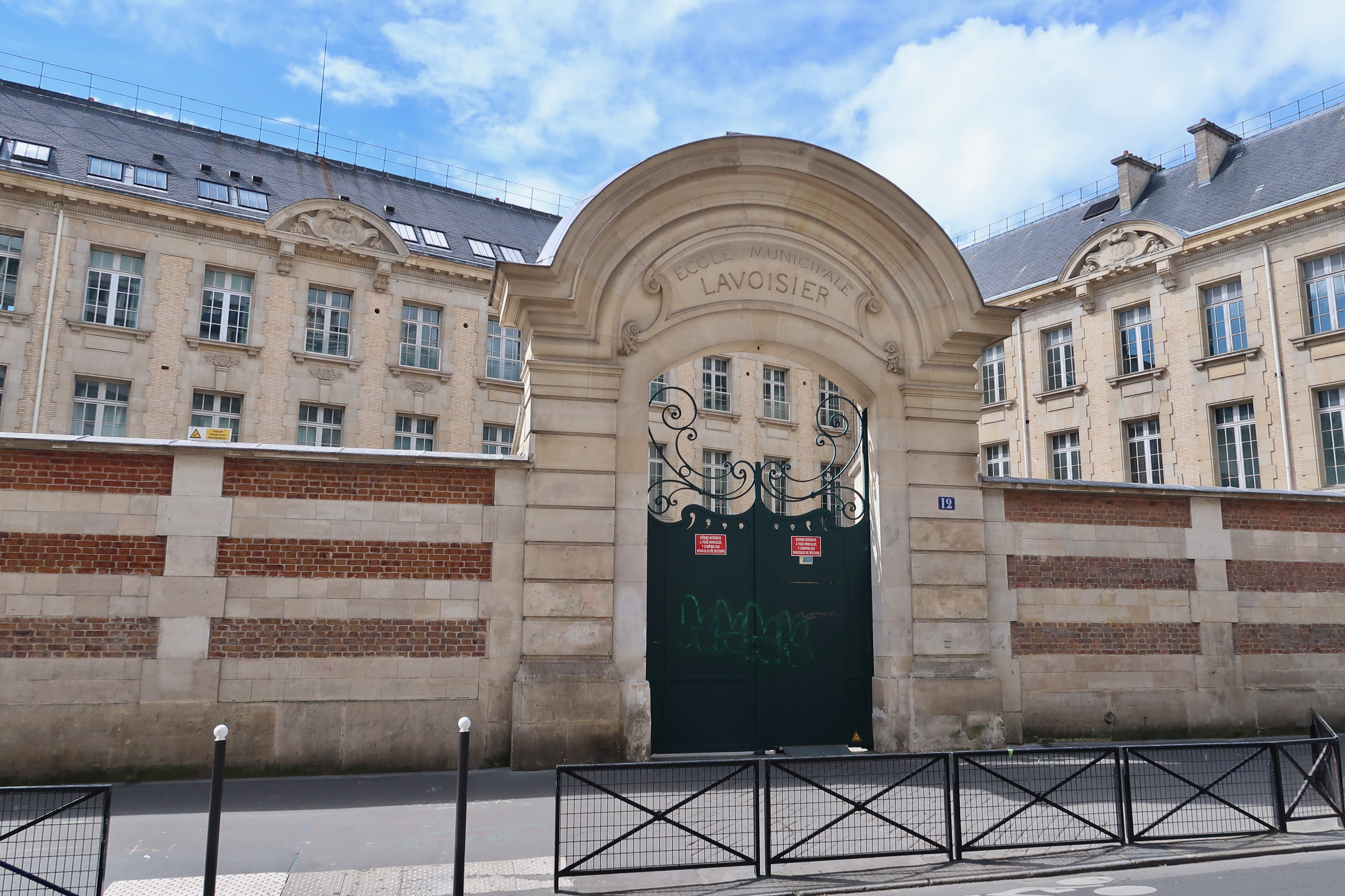
L'arrière du lycée Lavoisier.
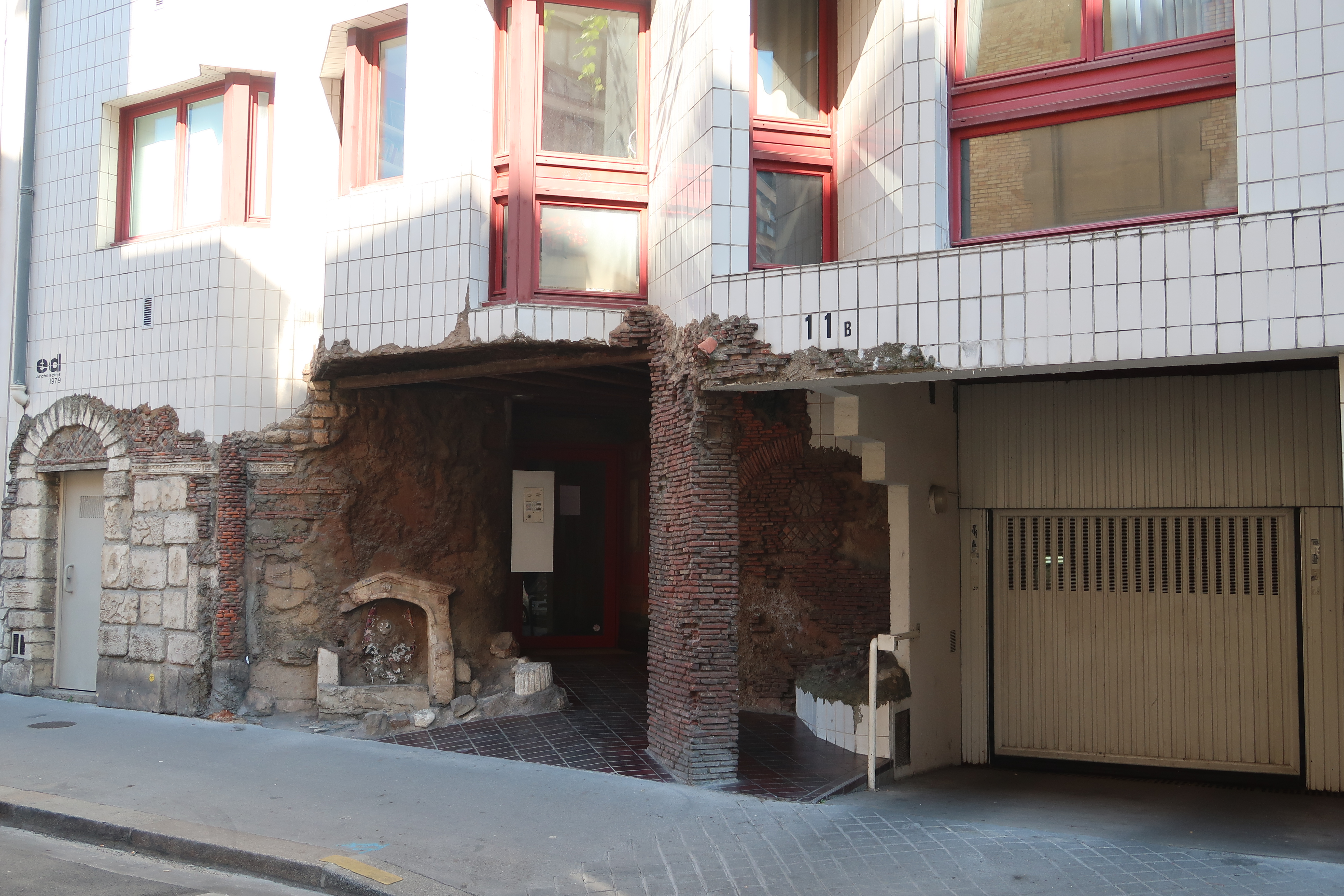
Fausses ruines au no 11.
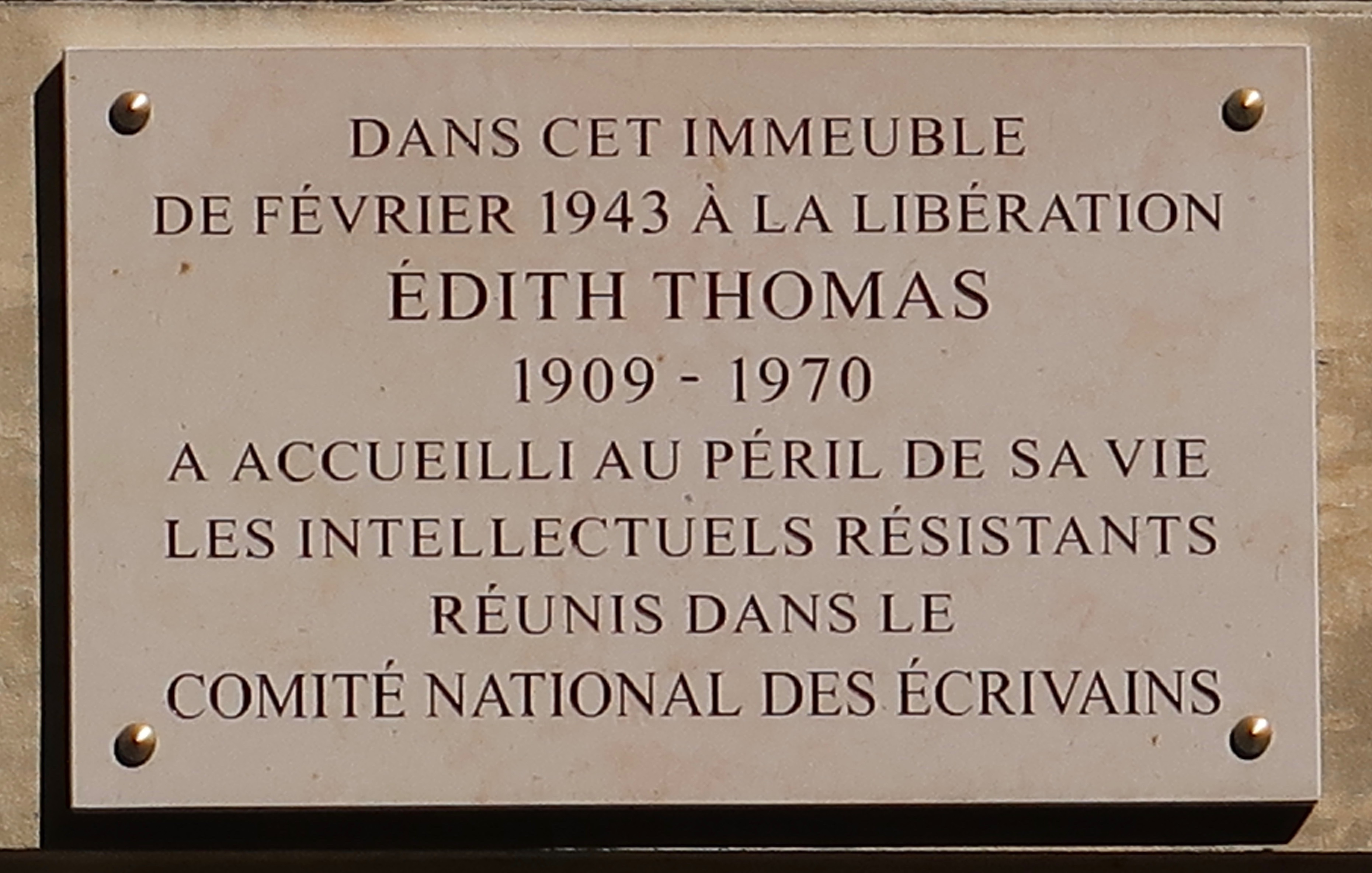
Plaque au no 15 en hommage à Édith Thomas, qui y accueillit des intellectuels résistants en 1943-1944.
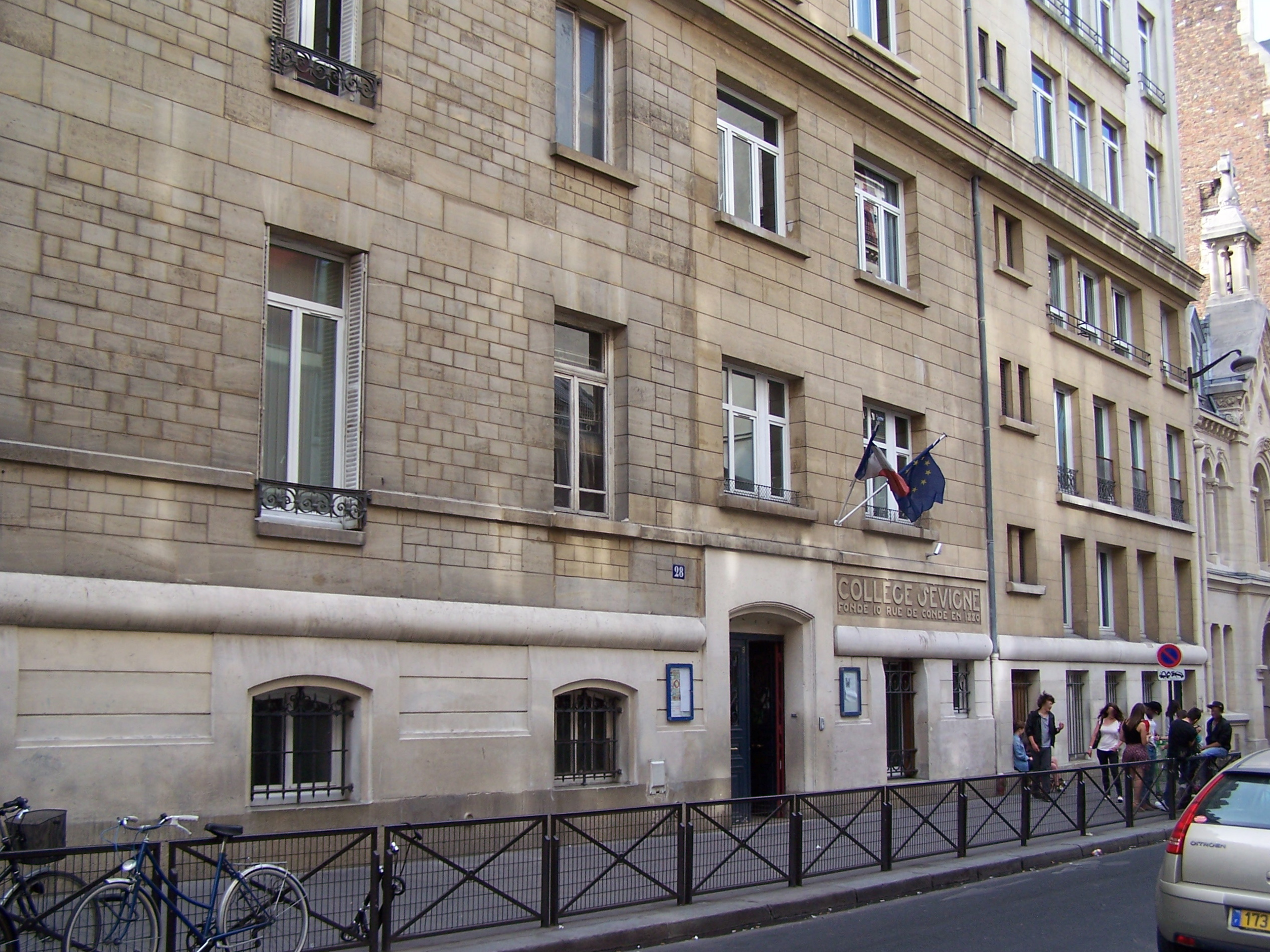
Le collège Sévigné.
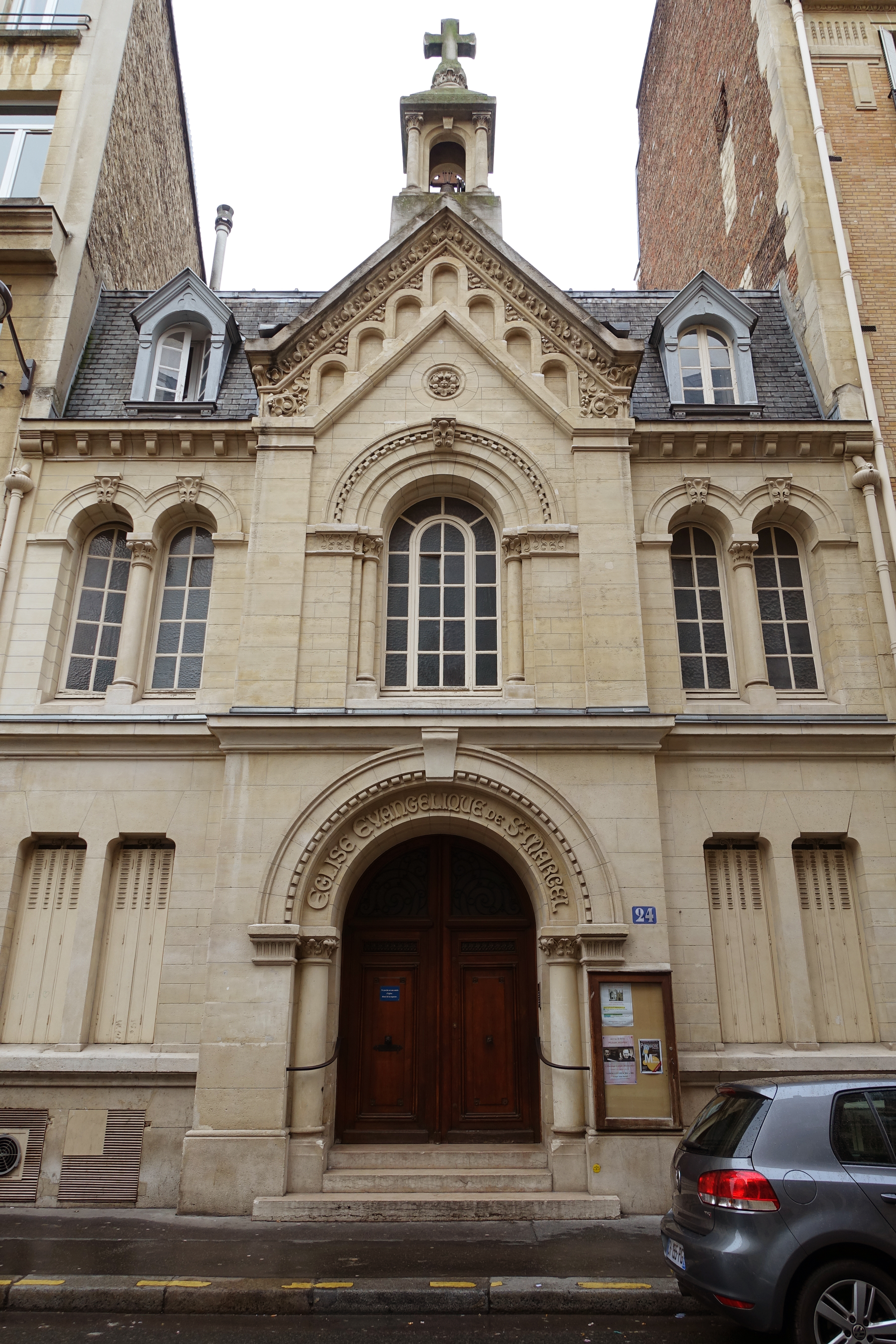
L'église évangélique Saint-Marcel.
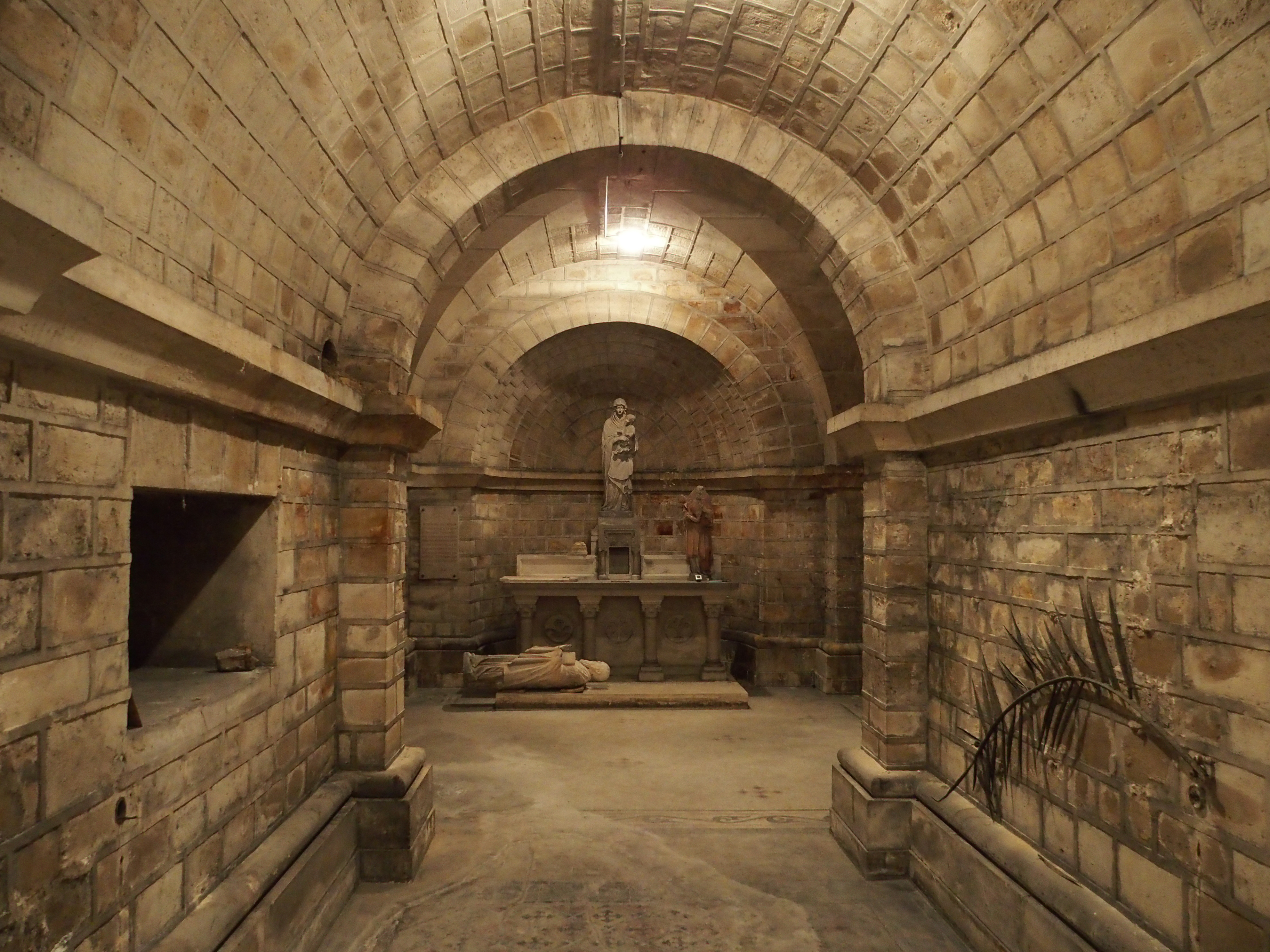
Crypte Notre-Dame-des-Champs sous l'immeuble du 14 bis.
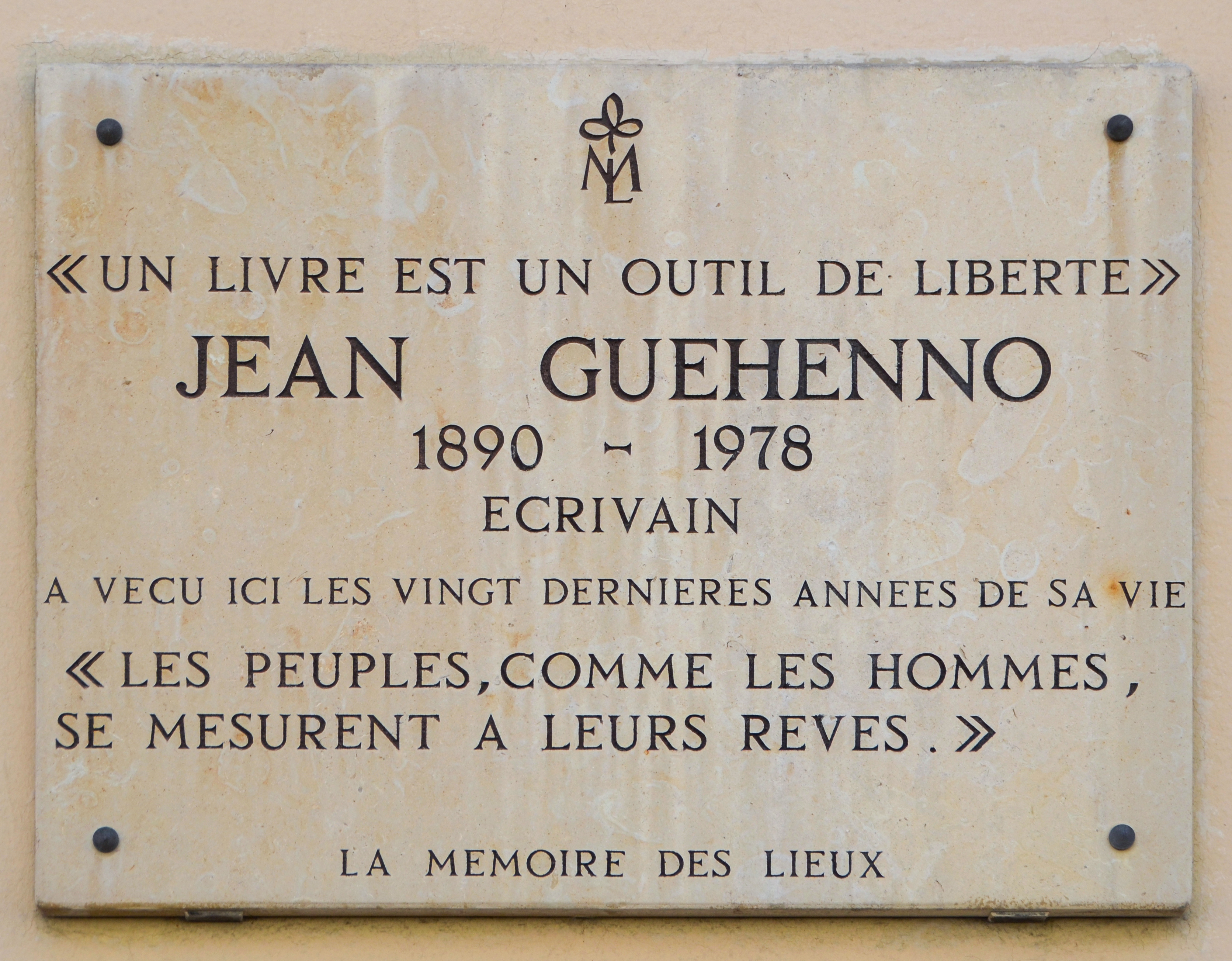
Plaque en hommage à Jean Guéhenno aux nos 35-37, qui y a vécu vingt ans.